# Barnarps IF
Barnarps IF, bildad 1936, är en idrottsförening från orten Barnarp i Jönköpings kommun. Föreningen utövar fotboll, innebandy och gymnastik. Matcherna spelas på Barnarps IP i Barnarp.
Klubben har fostrat ett utlandsproffs: Elias Nordström. En av de främsta målskyttarna i laget är forwarden Emil Wilson. Även Linus Nero är en målfarlig spelare.
Huvudtränare är Alexander Ahlqvist (2025), och assisterande tränare Måns Axelsson (2025).
Laget spelar i Division 6 JKPG herr (2025).